# فائو
سازمان غذا و کشاورزی ملل متحد (فائو) (به انگلیسی: Food and Agriculture Organization of the United Nations (FAO)) از سازمان‌های بین‌المللی است که در زمینهٔ توسعهٔ کشاورزی فعالیت دارد. سازمان فائو در سال ۱۹۴۵ توسط ۴۴ کشور عضو سازمان ملل متحد تأسیس شد. این سازمان از مرکز فائو و از طریق شبکه جهانی بالغ بر حدود نود اداره برای گسترش و مدرنیزه کردن کشاورزی، جنگلداری، شیلات و تأمین غذای مناسب برای همگان، به کشورهای در حال توسعه کمک می‌کند. هدف این سازمان، بالا بردن سطح زندگی و بهبود تغذیه مردم جهان، توزیع مناسب مواد غذایی در مناطق مختلف جهان و ایجاد امنیت غذایی است. مبارزه با سوءتغذیه با ارائه اطلاعات لازم به کشورهای مختلف؛ از دیگر اهداف فائو است که بازدهی کشاورزی و سطح تغذیه در جهان را افزایش داده‌است. مقر این سازمان واقع در شهر رم در کشور ایتالیا است.
فائو به اعضای خود شامل اتحادیه اروپا و ۱۸۳ کشور خدماتی ارائه می‌دهد و در این راه با هزاران همراه در سرتاسر جهان، از سازمان‌های جامعه مدنی مانند گروه‌های کشاورزان و سازمان‌های بشر دوستانه تا دیگر موسسات ملل متحد، بانک‌های توسعه و بخش خصوصی، همکاری می‌کند.
ایران از هفتم آذر ۱۳۳۲ عضو این سازمان است.

## اهداف اصلی فائو
چهار هدف اصلی فائو عبارتند از:
1. مساعدت به کشورهای در حال توسعه با در اختیار گذاشتن امکانات فنی.
2. کمک به دولت‌ها در جهت تعیین خط مشی و مشاوره در برنامه‌ریزی.
3. جمع‌آوری، بررسی و انتشار اطلاعات.
4. فعالیت به عنوان محلی برای تبادل نظر و گردهمایی ملت‌های فقیر و غنی با شرایط برابر.

## پیشینه تاریخی فائو
۱۹۴۳ - در این سال ۴۴ دولت در ویرجینیای ایالات متحده خود را به تأسیس یک سازمان دائمی در زمینه غذا و کشاورزی متعهد کردند.

۱۹۴۵ - اولین اجلاس فائو در کانادا فائو را به عنوان یک سازمان تخصصی ملل متحد تأسیس کرد.

۱۹۵۱ - مرکز فائو از واشینگتن به رم تغییر یافت.

۱۹۸۱ - اولین روز جهانی غذا، ۱۶ اکتبر (۲۴ مهر) در بیش از ۱۵۰ کشور جهان جشن گرفته شد.

۱۹۸۶ - بهره‌برداری از «آگروستات»، وسیع‌ترین منبع آمار و اطلاعات کشاورزی جهان، که اکنون فائوستات نام دارد، آغاز شد.
به منظور تقویت سازمان‌های فعال در زمینه پیشگیری و کنترل و تا حد امکان ریشه کنی بیماری‌ها و آفات، سیستم پیشگیری اضطراری از بیماری‌ها و آفات گیاهی و جانوری فرامرزی، پی ریزی شد.
فائو به منظور تمرکززدایی عملیات و کارآمد ساختن آیین‌نامه‌ها و کاهش هزینه‌ها، بازسازی قابل ملاحظه‌ای را از زمان تأسیس آغاز کرد.
1. از طرف سازمان ملل برای اولین بار به فائو این حق انحصاری داده شد که طی مراحلی به تولیدکنندگان اجازه دهد آب نارگیل را در بطری تحت شرایطی که طعم و خاصیت غذایی آن تغییر نکند تولید کنند. این عمل، موهبت بالقوه‌ای برای کشورهای در حال توسعه است.

## مدیریت و امور مالی فائو
فائو از طریق اجلاس کشورهای عضو که هر دو سال یکبار برای بررسی کارکرد سازمان و تصویب بودجه و برنامه دو سال آینده برگزار می‌گردد اداره می‌شود.

اجلاس از میان کشورهای عضو، یک شورای ۴۹ نفره را انتخاب نموده که به عنوان هیئت مدیره موقت سازمان عمل می‌کند. این اعضا در یک دوره سه ساله به صورت چرخشی کار می‌کند. این اجلاس همچنین مدیرکل را برای ریاست سازمان انتخاب می‌نماید.

سازمان فائو از هشت اداره تشکیل می‌شود که عبارتند از: امور اداری و مالی، کشاورزی، اقتصادی و اجتماعی، شیلات، جنگلداری، اطلاعات و مسائل عمومی، توسعه پایدار و همکاری‌های فنی.

بیش از ۳۷۰۰ کارمند در فائو مشغول کار هستند (۱۴۰۰ کارمند حرفه‌ای و ۲۳۰۰ کارمند خدمات عمومی) که علاوه بر اداره مرکزی، پنج اداره منطقه‌ای، پنج اداره محلی، پنج اداره ارتباطی و بیش از ۷۸ سازمان کشوری را اداره می‌کند.

بودجه سازمان در دو زمینه اصلی صرف می‌شود: برنامه دائمی و برنامه منطقه‌ای.

برنامه دائمی مربوط به فعالیت‌های داخلی است، شامل: حمایت از کار عملی، راهنمایی کشورها در زمینه خط مشی و برنامه‌ریزی و طیف وسیعی از طرح‌های توسعه – بودجه آن از طریق کشورهای عضو و مطابق سطح مقرری اعلام شده توسط اجلاس تأمین می‌شود.

برنامه منطقه‌ای که اهداف توسعه فائو را تحقق می‌بخشد برای پروژه‌های مشترک بین دولتهای ملی و دیگر سازمان‌ها مساعدت‌های عمده‌ای فراهم می‌نماید.

## اصلاحات فائو برای سده بیست و یکم
از سال ۱۹۴۴، فائو در جهت تمرکززدایی عملیات و کارآمدتر ساختن آیین‌نامه‌ها و کاهش هزینه‌ها در معرض مهم‌ترین بازسازی از زمان تأسیس قرار گرفته‌است. به این ترتیب ۵۰ میلیون دلار صرفه جویی در سال محقق شده‌است.

نکات برجسته این اصلاحات عبارتند از:

- استفاده بیشتر از کارشناسان کشورهای در حال توسعه و کشورهای در حال گذار.

- ارتباط گسترده با بخش خصوصی و سازمان‌های غیردولتی.

- دسترسی الکترونیکی بیشتر به اسناد و بانک اطلاعات فائو.

گزارش «اصلاحات فائو در هزاره جدید» خطوط کلی اقدامات فائو را برای تمرکززدایی سازمانی و توجه به فعالیت در زمینه اولویتهای کلیدی، مشخص می‌کند.
در سال ۱۹۹۹ اجلاس «چارچوب استراتژیک پیشبرد برنامه‌های فائو تا سال ۲۰۱۵» را تصویب کرد که طی تبادل نظرهای گسترده میان کشورهای عضو و دیگر سرمایه‌گذاران فائو وسعت بیشتری یافته و برای برنامه‌ها و طرح‌های آینده این سازمان چارچوب قدرتمندی را تدارک می‌بیند.